# Бяла (Полша)
Вижте пояснителната страница за други значения на Бяла.
Бяла или Цюлц (на полски: Biała, Biała Prudnicka (разговорно); на немски: Zülz; на силезийски: Biołŏ) е град в Южна Полша, Ополско войводство, Пруднишки окръг. Административен център е на градско-селската Бялска община. Заема площ от 14,72 км2.

## Етимология и история на името
Селището е споменато за пръв път в писмен източник през 1225 г. като Bela. Названието му идва от едноименната река, край която е застроето. Впоследствие протича процес на германизация и името е променено на Zülz. През XVII век значителното еврейско население на града му дава названието Mochum Zadek. На 12 ноември 1946 г. градът е преименуван от Цюлц на Бяла.

## История
Към 1880 г. в града има две енорийски училища – полско и немско. Католическата енория разполага с една църква, построена през 1400 г., и два параклиса в предградията. Жителите са около 3500, от тях 2000 католици, 1000 евреи и 500 протестанти. Еврейското население се ползва с привилегии от 1699 г. Ежегодно се провеждат пет панаира.

## Население
Според данни от полската Централна статистическа служба, към 31 декември 2015 г. населението на града възлиза на 2 511 души. Гъстотата е 171 души/км2.

## Личности

### Родени в града
- Хари Тюрк (1927 – 2005), немски писател

## Градове партньори
Към 9 март 2017 г. Бяла има сключени договори за партньрство с три града.
- Мариенхайде, Германия
- Место Албрехтице, Чехия
- Вълчице, Чехия